# Aridelus rutilipes
Aridelus rutilipes är en stekelart som beskrevs av Papp 1965. Aridelus rutilipes ingår i släktet Aridelus och familjen bracksteklar. Inga underarter finns listade.